# Aeropuertos Andinos del Perú
Aeropuertos Andinos del Perú es una de las empresas operadoras de aeropuertos provinciales del Perú. El consorcio se creó con la participación de dos empresas: Corporación América que es un holding multinacional, de capitales argentinos y Andino Investment Holding que es un grupo empresarial peruano, integrado por trece empresas líderes del sector logístico, portuario, y marítimo.

## Aeropuertos operados
Aeropuertos Andinos del Perú es el consorcio que administra los aeropuertos de Andahuaylas (Pendiente de entrega al AAP), Arequipa, Ayacucho, Juliaca, Puerto Maldonado y Tacna
| Ciudad           | Aeropuerto operado                                             |                                                                                 |
| ---------------- | -------------------------------------------------------------- | ------------------------------------------------------------------------------- |
| Arequipa         | Aeropuerto Internacional Rodríguez Ballón                      | ArequipaJuliacaPuerto MaldonadoTacnaAyacuchoAeropuertos Andinos del Perú (Perú) |
| Juliaca          | Aeropuerto Internacional Inca Manco Cápac                      | ArequipaJuliacaPuerto MaldonadoTacnaAyacuchoAeropuertos Andinos del Perú (Perú) |
| Puerto Maldonado | Aeropuerto Internacional de Puerto Maldonado                   | ArequipaJuliacaPuerto MaldonadoTacnaAyacuchoAeropuertos Andinos del Perú (Perú) |
| Tacna            | Aeropuerto Internacional Coronel FAP Carlos Ciriani Santa Rosa | ArequipaJuliacaPuerto MaldonadoTacnaAyacuchoAeropuertos Andinos del Perú (Perú) |
| Ayacucho         | Aeropuerto Coronel FAP Alfredo Mendivil Duarte                 | ArequipaJuliacaPuerto MaldonadoTacnaAyacuchoAeropuertos Andinos del Perú (Perú) |

## Otras concesiones
Este mismo holding de empresas bajo la denominación de Consorcio Kuntur Wasi ganaron la concesión del nuevo aeropuerto internacional del Cusco conocido como Aeropuerto Internacional de Chinchero cuya construcción se deberá iniciar en el 2016 y entregarse en 2019, aunque el proyecto está en stand by actualmente por decisión del gobierno peruano.